# Martelé
Martelé (franska; italienska martellato) är en stråkart där man förbereder stråken med ett tryck innan den dras – och som man sedan släpper när stråken är i rörelse. Ofta är det en kort paus vid stråkvändningarna eftersom man ska hinna förbereda trycket mot strängen. Man kan likna detta med att skjuta pilbåge. Först spänner man hårt och sen låter man pilen fara iväg.